# Epigone
Der Ausdruck Epigonen (altgriechisch ἐπίγονος epígonos  „Nachgeborener“) bezeichnet in der griechischen Mythologie die siegreichen Nachkommen der Sieben gegen Theben, im modernen Sprachgebrauch aber die  Nachfolger großer Vorbilder.

## Griechische Mythologie
Im Thebanischen Sagenkreis zogen die Epigonen zehn Jahre nach dem fehlgeschlagenen Versuch ihrer Väter gegen Theben, zerstörten es und töteten Eteokles’ Sohn und Nachfolger Laodamas. Dieser mythologische Krieg ist unter den Bezeichnungen Zweiter Thebanischer Krieg oder Krieg der Epigonen bzw. Epigonenkrieg bekannt. Zahl und Namen der mitstreitenden Epigonen werden in antiken Quellen sehr unterschiedlich angegeben. Dabei kommen nur drei Namen übereinstimmend in sämtlichen Quellen vor: Aigialeus, Alkmaion und Thersandros. Nach der Bibliotheke des Apollodor nahmen Aigialeus, Alkmaion, Diomedes, Thersandros, Euryalos, Amphilochos, Promachos, Polydoros und Sthenelos am Epigonenzug teil.

## Hellenismus
In der Geschichtswissenschaft werden (seit Gustav Droysen) auch die Nachfolger der Diadochen als Epigonen bezeichnet.

## Übertragene Bedeutung
Im übertragenen Sinne werden sowohl in der Kunst als auch in der (Geistes-)Wissenschaft geistige Nachfolger von Autoren bzw. Komponisten als deren Epigonen bezeichnet; meist pejorativ (abwertend) im Sinne von „unbedeutende Nachahmer“ oder „Trittbrettfahrer“. 
Als frühester bekannter Nachweis für ein Nachdenken über unvermeidliche epigonale Beziehungen zu historischen Vorläufern gilt eine Klage von Chacheperreseneb, einem altägyptischen Autor zur Zeit des Mittleren Reiches: „Denn was gesagt wurde, ist Wiederholung und gesagt wird nur, was gesagt wurde.“ In der antiken Rhetorik- und Dichtungstheorie reflektierte man die Nachahmung eines poetischen oder stilistischen Vorbilds, das es zu erreichen oder zu übertreffen gilt. Theodoros Metochites sagte im 13. Jh. n. Chr. „Alles sozusagen ist schon von anderen vorweggenommen“ und „Wohin man auch seinen Geist lenken könnte, man hätte nichts Neues zu sagen.“  Eine der bekanntesten Variationen der Gegenwart ist von Karl Valentin: „Es ist schon alles gesagt, nur noch nicht von allen.“ Auch Valentin erinnert daran, dass zwischen dem Anspruch des Neuen und seiner Verwirklichung ein Spalt ist, der auch mit Ironie nicht leicht zu überbrücken ist.
Beispiele aus der Musik sind Ferdinand Ries, der als Beethoven-Epigone galt, und Ignaz Brüll als Brahms-Epigone. Manchmal resultieren solche Bewertungen aus einer „Vergötterung“ von Komponisten wie Beethoven und Brahms.

### Epigonale Epochen
In der Geistes- und Kulturgeschichte bezeichnet man als Epigonen die Generationen, die auf eine rückblickend als klassisch angesehene Epoche besonderer geistiger und kultureller Blüte folgen. Die abwertende Einstufung einer Epoche als epigonal setzt als Gegensatz die Annahme einer vorangehenden Epoche voraus, der besonders überragende Kulturleistungen von bleibendem Wert zugeschrieben werden. Bekannte Gegenüberstellungen klassischer und epigonaler Epochen sind beispielsweise das klassische Griechenland – das hellenistische Griechenland, die Goldene Latinität – die Silberne Latinität, die Weimarer Klassik – das Biedermeier.
Albert Schweitzer gibt im ersten Teil seiner Kulturphilosophie, Verfall und Wiederaufbau der Kultur, der Philosophie die Schuld am Niedergang der Kultur und bezeichnet sie daher als „gelehrte Epigonenphilosophie“:

„Aus einem Arbeiter am Werden einer allgemeinen Kulturgesinnung war die Philosophie nach dem Zusammenbruch in der Mitte des neunzehnten Jahrhunderts ein Rentner geworden, der sich fern von der Welt mit dem, was er sich gerettet hatte, beschäftigte. ... Fast wurde die Philosophie zur Geschichte der Philosophie. Der schöpferische Geist hatte sie verlassen. … Auf Schulen und Hochschulen spielte sie noch eine Rolle, aber der Welt hatte sie nichts mehr zu sagen.“

### Epigonentum in Deutschland
Epigonen werden in Deutschland vielfach als unbedeutende Nachahmer ohne eigene Ideen angesehen. Diese Geringschätzung der bloßen kunstfertigen Reproduktion früherer Entwürfe geht unter anderem zurück auf den in der deutschen Aufbruchphase des Sturm und Drang entstandenen Geniekult. So lässt Johann Wolfgang von Goethe im Faust I den Mephisto sagen (Vers 1977): „Weh dir, daß du ein Enkel bist!“ Darin drückt sich ein zweifaches Bedauern aus. Die von den Vorgängern angehäuften Kulturschöpfungen sind ihm (Goethe) eine Bürde, weil er sie sich aneignen, sie sichten, ordnen, das Wertlose  aussondern muss, um selber Besseres leisten zu können. Andererseits muss er als Spätgeborener fürchten, dass nach den Großtaten der Alten schon alles Wesentliche getan ist und er selbst nichts neues Vortreffliches mehr hervorbringen kann.
Dieses Gefühl des Epigonentums, die beängstigende Vorstellung, den klassischen Schöpfungen der Vorgänger, insbesondere der griechischen Antike, nichts wesentlich Neues mehr hinzufügen zu können, ist ein charakteristisches Merkmal der auf die Weimarer Klassik folgenden Literatur- und Kulturgeschichte des 19. Jahrhunderts. Karl Immermann hat 1836 mit Die Epigonen einen einschlägigen epochendiagnostischen Roman veröffentlicht. Auch der Altphilologe und Philosoph Friedrich Nietzsche steht noch ganz im Bann dieser Vorstellung, aus der er sich nur durch die Konstruktion eines „neuen Menschen“ erlösen kann. Dabei ist es eine merkwürdige Erscheinung, dass gerade die Epoche, die sich und ihre Zeit als epigonal empfand und schmerzlich darunter litt, nur Enkel zu sein, Geistesschöpfungen hinterlassen hat, denen die Enkel der Enkel den Rang des Klassischen zuerkannt haben.

### Epigonentum im übrigen Europa
Außerhalb Deutschlands, insbesondere in Frankreich, war die Geringschätzung des Epigonalen viel weniger ausgeprägt. Im Gegenteil, die gekonnte, vollendete Nachahmung des klassischen Ideals (dort eher der römischen Antike) galt als hinreichend schwierige und daher im Erfolgsfall anzuerkennende kulturelle Großleistung für sich. In der französischen Klassik kam es weniger auf den genial-originellen Einfall an als auf die formvollendete Ausführung und Gestaltung des Sujets. In den anderen romanisierten Ländern Europas verhielt es sich ähnlich.
In Großbritannien, das nach dem Befund T. S. Eliots keine neuzeitliche Klassik hervorgebracht hat, ist der Begriff des Epigonentums, der den Maßstab des Klassischen voraussetzt, weitgehend bedeutungslos.